# Сборная всех звёзд защиты АБА
Сборная всех звёзд защиты АБА (англ. ABA All-Defensive Team) — символическая команда, составлявшаяся из лучших игроков оборонительного плана Американской баскетбольной ассоциации (АБА), которая выбиралась с сезона 1972/1973 годов по первенство 1975/1976 годов. Состав сборной определялся голосованием главных тренеров команд ассоциации, которым не позволялось голосовать за баскетболистов своих команд. Она состояла всего из пяти человек. Голосование по определению лучших проходило следующим образом: каждый голосующий называл свою сборную из пяти человек; каждый из игроков получал по одному баллу за каждый голос, отданный за него. При равенстве баллов у игроков, претендовавших на пятую позицию в сборной, оба включались в неё, поэтому в сезонах 1972/1973 и 1973/1974 годов команда состояла из шести человек.
Лидером по количеству включений в сборную всех звёзд защиты является центровой «Кентукки Колонелс», Артис Гилмор, который включался в неё все четыре раза. Вилли Уайз, Джулиус Кей, Майк Гейл, Фатти Тэйлор, Бобби Джонс, Дон Бьюз, а также Брайан Тэйлор включались в неё по два раза. Только два баскетболиста, включённые в сборную всех звёзд защиты, позднее были введены в Зал славы баскетбола: Артис Гилмор и Джулиус Ирвинг.

## Легенда к списку
| *         | Избраны в Зал славы баскетбола                       |
| Игрок (X) | Количество включений в сборную всех звёзд защиты АБА |

## Победители

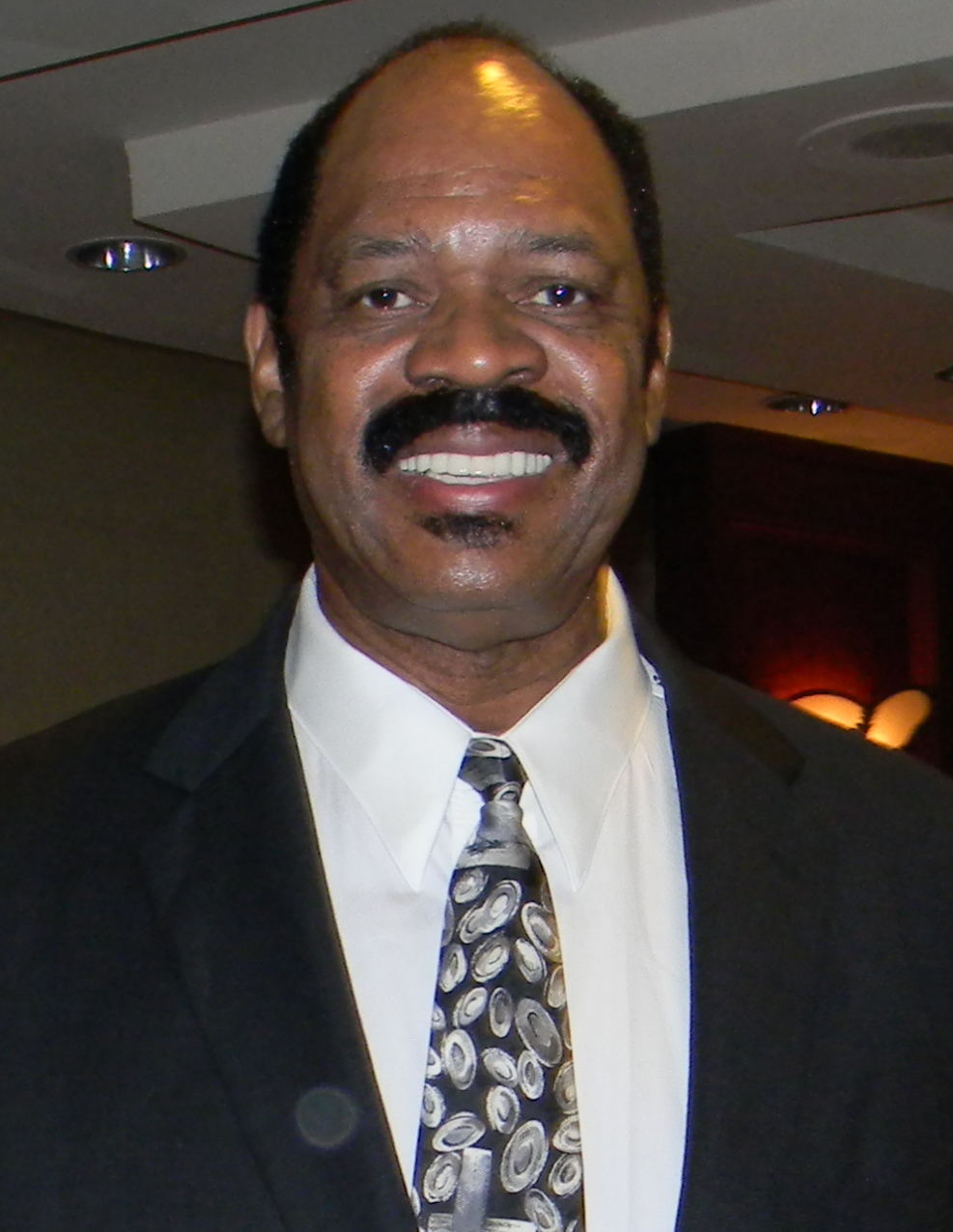
Артис Гилмор — лучший оборонительный игрок АБА, четырежды включавшийся в сборную всех звёзд защиты

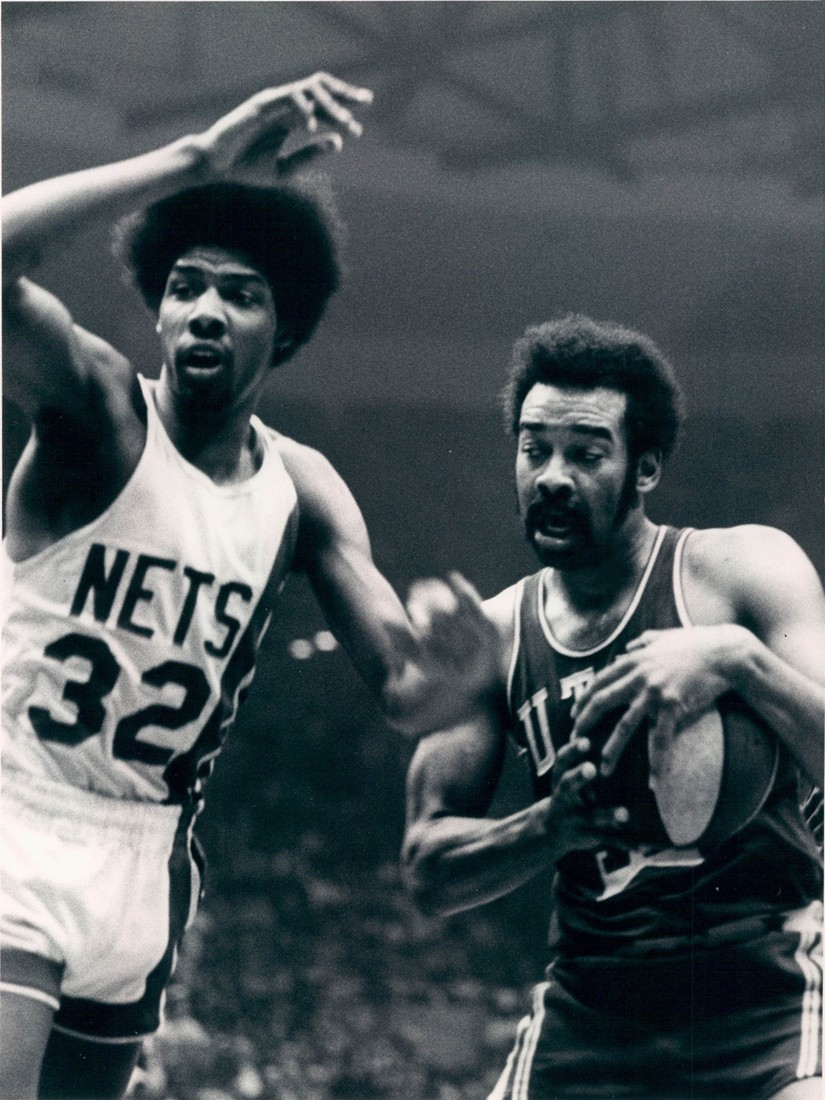
Вилли Уайз (справа), тяжёлый форвард клуба «Юта Старз», который включался в сборную всех звёзд защиты два раза

| Сезон     | Игроки            | Студенческие команды         | Клубы АБА         | Ссылки |
| --------- | ----------------- | ---------------------------- | ----------------- | ------ |
| 1972/1973 | Джо Колдуэлл      | Аризона Стэйт Сан Девилз     | Каролина Кугэрз   | [ 2 ]  |
| 1972/1973 | Вилли Уайз        | Дрейк Бульдогс               | Юта Старз         | [ 2 ]  |
| 1972/1973 | Джулиус Кей       | Алкорн Стэйт Брейвз          | Денвер Рокетс     | [ 2 ]  |
| 1972/1973 | Артис Гилмор*     | Джэксонвилл Долфинс          | Кентукки Колонелс | [ 2 ]  |
| 1972/1973 | Майк Гейл         | Элизабет-Сити Стэйт Вайкингс | Кентукки Колонелс | [ 2 ]  |
| 1972/1973 | Фатти Тэйлор      | Ла Салль Эксплорерс          | Вирджиния Сквайрз | [ 2 ]  |
| 1973/1974 | Вилли Уайз (2)    | Дрейк Бульдогс               | Юта Старз         | [ 3 ]  |
| 1973/1974 | Джулиус Кей (2)   | Алкорн Стэйт Брейвз          | Денвер Рокетс     | [ 3 ]  |
| 1973/1974 | Артис Гилмор* (2) | Джэксонвилл Долфинс          | Кентукки Колонелс | [ 3 ]  |
| 1973/1974 | Майк Гейл (2)     | Элизабет-Сити Стэйт Вайкингс | Колонелс / Нетс   | [ 3 ]  |
| 1973/1974 | Тед Макклейн      | Теннесси Стэйт Тайгерс       | Каролина Кугэрз   | [ 3 ]  |
| 1973/1974 | Фатти Тэйлор (2)  | Ла Салль Эксплорерс          | Вирджиния Сквайрз | [ 3 ]  |
| 1974/1975 | Уил Джонс         | Олбани Стэйт Голден Рэмс     | Кентукки Колонелс | [ 4 ]  |
| 1974/1975 | Бобби Джонс*      | Северная Каролина Тар Хилз   | Денвер Наггетс    | [ 4 ]  |
| 1974/1975 | Артис Гилмор* (3) | Джэксонвилл Долфинс          | Кентукки Колонелс | [ 4 ]  |
| 1974/1975 | Дон Бьюз          | Эвансвилл Пёпл Эйсес         | Индиана Пэйсерс   | [ 4 ]  |
| 1974/1975 | Брайан Тэйлор     | Принстон Тайгерс             | Нью-Йорк Нетс     | [ 4 ]  |
| 1975/1976 | Джулиус Ирвинг*   | УМасс Минитмен               | Нью-Йорк Нетс     | [ 5 ]  |
| 1975/1976 | Бобби Джонс* (2)  | Северная Каролина Тар Хилз   | Денвер Наггетс    | [ 5 ]  |
| 1975/1976 | Артис Гилмор* (4) | Джэксонвилл Долфинс          | Кентукки Колонелс | [ 5 ]  |
| 1975/1976 | Дон Бьюз (2)      | Эвансвилл Пёпл Эйсес         | Индиана Пэйсерс   | [ 5 ]  |
| 1975/1976 | Брайан Тэйлор (2) | Принстон Тайгерс             | Нью-Йорк Нетс     | [ 5 ]  |

## По количеству включений
В таблице указаны игроки, которые как минимум 2 раза включались в сборную всех звёзд защиты АБА.
| *                      | Помечены игроки, избранные в Зал славы баскетбола                             |
| Индивидуальные награды | Указаны только те награды, которые игрок выиграл в период с 1973 по 1976 годы |

| # | Игрок         | Позиция   | Команда           | Количество включений | Индивидуальные награды  |
| - | ------------- | --------- | ----------------- | -------------------- | ----------------------- |
| 1 | Артис Гилмор* | Центровой | Кентукки Колонелс | 4                    | MVP плей-офф АБА (1975) |
| 2 | Вилли Уайз    | Форвард   | Юта Старз         | 2                    | —                       |
| 2 | Джулиус Кей   | Форвард   | Денвер Рокетс     | 2                    | —                       |
| 2 | Майк Гейл     | Защитник  | Колонелс / Нетс   | 2                    | —                       |
| 2 | Фатти Тэйлор  | Защитник  | Вирджиния Сквайрз | 2                    | —                       |
| 2 | Бобби Джонс*  | Форвард   | Денвер Наггетс    | 2                    | —                       |
| 2 | Дон Бьюз      | Защитник  | Индиана Пэйсерс   | 2                    | —                       |
| 2 | Брайан Тэйлор | Защитник  | Нью-Йорк Нетс     | 2                    | Новичок года АБА (1973) |